# 菊川市立総合病院
菊川市立総合病院（きくがわしりつそうごうびょういん、英語名称：Kikugawa General Hospital）は、静岡県菊川市にある、市が運営する総合病院である。

## 概要
本院と付属診療所である小笠診療所がある。

## 診療科
- 内科
- 小児科
- 外科
- 整形外科
- 脳神経外科
- 産婦人科
- 眼科
- 耳鼻咽喉科
- 皮膚科
- 泌尿器科
- 精神科
- 麻酔科
- 形成外科

## 菊川市家庭医療センター　あかっちクリニック
- 〒437-1507 静岡県菊川市赤土1055-1

## 歴史
- 1949年（昭和24年）3月 - 堀之内町、六郷村、加茂村、内田村、横地村の1町4村による「国民健康保険菊水病院組合」を設立
- 1950年（昭和25年）4月 - 国民健康保険菊水病院を開院する（20床）
- 1952年（昭和27年）4月 - 河城村が加わり「河城診療所」を開設
- 1954年（昭和29年）1月 - 町村合併により菊川町が誕生し菊川病院に改称する
- 1957年（昭和32年）5月 - 101床となる（一般60床、結核30床、伝染11床）
- 1961年（昭和36年）4月 - 小笠町と国民健康保険菊川病院組合を設立し、共立菊川病院に改称する
- 1965年（昭和40年）4月 - 小笠町に付属の小笠診療所を開設する
- 1965年（昭和40年）5月 - 精神科110床を併設する
- 1967年（昭和42年）9月 - 一部事務組合名を菊川町及び小笠町保健衛生施設組合に改称する
- 1975年（昭和50年）9月 - 全面改築により一般174床、精神科110床の体制となる
- 1982年（昭和57年）4月 - 浜岡町、大東町、大須賀町を加えた小笠郡下5町による菊川町ほか4町共立菊川病院組合に組織変更する
- 1987年（昭和62年）3月 -  健診センターを設立する
- 1987年（昭和62年）4月 - 菊川町、小笠町の2町による運営に戻り菊川町及び小笠町共立菊川病院組合に改組する
- 1990年（平成2年）11月 - 共立菊川総合病院に改称する
- 1998年（平成10年）3月 - 新病院が移転開院する（一般210床、精神60床）
- 2005年（平成17年）1月 - 小笠町、菊川町が合併し、菊川市誕生にともない菊川市立総合病院に改称する

## 各種機関指定
保険等指定認定は下記のとおりである。
- 保健医療取扱病院
- 国民健康保険療養取扱病院
- 老人保健医療取扱病院
- 救急病院
- 労災保険指定病院
- 生活保護指定病院
- 厚生医療指定病院
- 養育医療指定病院
- 育成医療指定病院
- 母体保護法指定医
- 結核予防法（適正医療）病院
- 精神保健福祉法指定病院
- 特定疾患治療契約医療機関
- 身体障害者福祉法指定医
- 小児慢性特疾医療取扱機関
- 原子爆弾被爆者一般疾病医療取扱機関
- 財団法人日本医療機能評価機構認定

## 学会等研修施設
学会等研修施設認定は下記のとおりである。
- 日本内科学会認定医制度教育関連病院
- 日本循環器学会認定循環器専門研修関連施設
- 日本消化器外科学会専門医修練施設
- 日本外科学会外科専門医制度修練施設
- 日本整形外科学会専門医制度研修施設
- 日本産婦人科学会専門医制度卒後研修指導施設
- 日本皮膚科学会認定専門医研修施設
- 日本透析医学会教育関連施設

## 交通アクセス
- しずてつジャストライン御前崎線(菊川駅－菊川病院経由－浜岡営業所)(菊川駅より15分)
- 菊川ICから車で5分